# Spasalus cristinae
Spasalus cristinae is een keversoort uit de familie Passalidae. De wetenschappelijke naam van de soort is voor het eerst geldig gepubliceerd in 2001 door Santos-Silva.